# Куккуредду, Антонелло
Антоне́лло Куккуре́дду (итал. Antonello Cuccureddu; род. 4 октября 1949, Альгеро, Сардиния) — итальянский футболист, защитник.

## Карьера

### Клубная
Начинал футбольную карьеру в команде родного города, в сезоне 1966/67 перебрался в «Торрес», где выступал на позиции полузащитника. В сезоне 1967/68 играл за «Брешию», которая на тот момент
выступала в Серии В. В 1969 году за четыреста миллионов лир был приобретен «Ювентусом», не очень большую сумму по меркам трансферов того времени. В сезоне 1981/82 года Антонелло покинул «Ювентус» и перешёл в «Фиорентину», где и завершил выступление в Серии А, из-за травмы спины. Последний год своей карьеры он провёл в клубе Серии С2 «Новара».

### В сборной
За сборную Италии провёл 13 матчей (дебют в 1975 году), все — под руководством Энцо Беарзота. Участник чемпионата мира 1978, где провёл 5 игр. Участвовал в матче за 3-е место против Бразилии, в котором «Адзурра» уступила 1:2. Последний вызов в сборную получил в 1979 году на матч против Испании.

### Тренерская
По окончании игровой карьеры стал тренером. В сезоне 1994/95 возглавил молодёжный состав «Ювентуса», выиграв с ним скудетто Примаверы и турнир в Виареджо. В 1997/98 году тренировал «Ачиреале», с которой занял 8-е место в Серии С1. После недолгого опыта работы в Серии В с «Тернаной» в сезоне 1999/00 возглавил «Кротоне» с которой вышел в Серию В, выиграв Серию С1 за 4 тура до финиша. В сезоне 2004/05 вывел в Серию В «Авеллино 1912». В сезоне 2005/06 вывел в плей-офф «Торрес», где команда уступила «Гроссето». В ноябре 2006 года возглавил «Гроссето», и за шесть месяцев вывел команду из Мареммы со дна лиги на лидирующие позиции. 13 мая 2007 года «Гроссето» одержал победу над «Падуей» 1:0 и перебрался в Серию В. В июне 2007 возглавил «Перуджу». После отличного старта последовала серия из четырёх домашних поражений, после чего Куккуредду ушёл в отставку. Последним клубом, Куккуредду стала итальянская «Пескара». 29 марта 2009 года заменив на посту главного тренера Джузеппе Гальдеризи Антонелло сохранил для команды прописку в Серии С1. 30 мая 2009 года подписал контракт на два года, однако 12 января 2010 года покинул клуб после поражения дома от «Кавезе» 1:2.